# シャゴウガイ
シャゴウガイ（Hippopus hippopus Linnaeus, 英: horse shoe clam, spotted clam）は、マルスダレガイ目ザルガイ科シャゴウガイ属の二枚貝。シャゴウガイという和名は『目八譜』に見られる。また、シャゴウという和名を採用する文献もある。
沖縄からミクロネシア、メラネシア、オーストラリア北部にかけて分布。

## 形態・生態
殻長40センチ、殻高27センチに達する大型の種である。亜三角形の殻は多少菱形に近く、極めて厚い。殻の膨らみは強い。前腹縁には13から14本の放射肋が殻長から伸びている。稜角に囲まれた前背部はやや平らになる。殻表は淡黄白色、放射肋の上に赤褐色の斑点がある。背縁は黄褐色。大きな放射肋の上にさらに細かい肋や鱗状の突起がある。軟体は足糸を欠き、足糸開口はない。サンゴのかけらなどの上に転がって生活（サンゴ礁のくぼみに入っているとする文献もある）。腹縁を上に向けているが、本種の殻は殻頂部から腹縁に向かって薄くなるため重心は背縁の近くにある。したがって波などによって転倒しても容易に元の姿勢に復元する。